# لويس إتش غالبريث
لويس إتش غالبريث (بالإنجليزية: Louis H. Galbreath)‏ هو لاعب كرة قدم أمريكية أمريكي، ولد في 22 ديسمبر 1861 في أشمور في الولايات المتحدة، وتوفي في 15 أغسطس 1899 في نيويورك في الولايات المتحدة بسبب حمى التيفوئيد.